# Protandrena bancrofti
Protandrena bancrofti là một loài Hymenoptera trong họ Andrenidae. Loài này được Dunning mô tả khoa học năm 1897.